# Dangerous Woman Tour
Dangerous Woman Tour — третій концертний тур американської співачки Аріани Ґранде на підтримку її третього студійного альбому Dangerous Woman (2016). Під час туру співачка відвідала Північну Америку, Європу, Латинську Америку, Азію та Океанію.
Турне розпочалося 3 лютого 2017 року у Фініксі, штат Арізона, і завершилося 21 вересня 2017 року в Гонконзі.  Воно було тимчасово припинено 22 травня 2017 року через теракт, який стався через кілька хвилин після завершення шоу Аріани на Манчестер Арені, в результаті чого загинули 22 відвідувачі концерту і були фізично поранені ще 139 осіб. Після виступу на благодійному концерті One Love Manchester Ґранде відновила тур 7 червня 2017 року в Парижі, Франція.
29 листопада 2018 року Аріана випустила на YouTube документальний цикл із чотирьох частин під назвою «Ariana Grande: Dangerous Woman Diaries» (укр. «Аріана Ґранде: Щоденники небезпечної жінки»), в якому розповідається про створення туру Dangerous Woman Tour, про концерт One Love Manchester та про роботу над наступним альбомом Аріани, Sweetener.

## Фон
23 травня 2016 року Аріана Ґранде оголосила в соціальних мережах, що вирушить у турне, яке розпочнеться наприкінці 2016 або на початку 2017 року, і що шанувальники, які замовили її альбом до 25 травня, отримають код для покупки квитків до загального продажу. 9 вересня 2016 року співачка оприлюднила дати першої частини туру. Попередній продаж квитків на перший етап розпочався 20 вересня, а загальний – 24 вересня 2016 року. Дати європейського туру було оголошено 20 жовтня цього ж року.
22 вересня 2016 року Ґранде оголосила у Twitter, що Вікторія Монет і Little Mix виступатимуть на розігріві під час північноамериканського етапу туру. Співачка Біа також приєдналася до туру під час наступної частини турне в Європі.

## Дизайн костюмів

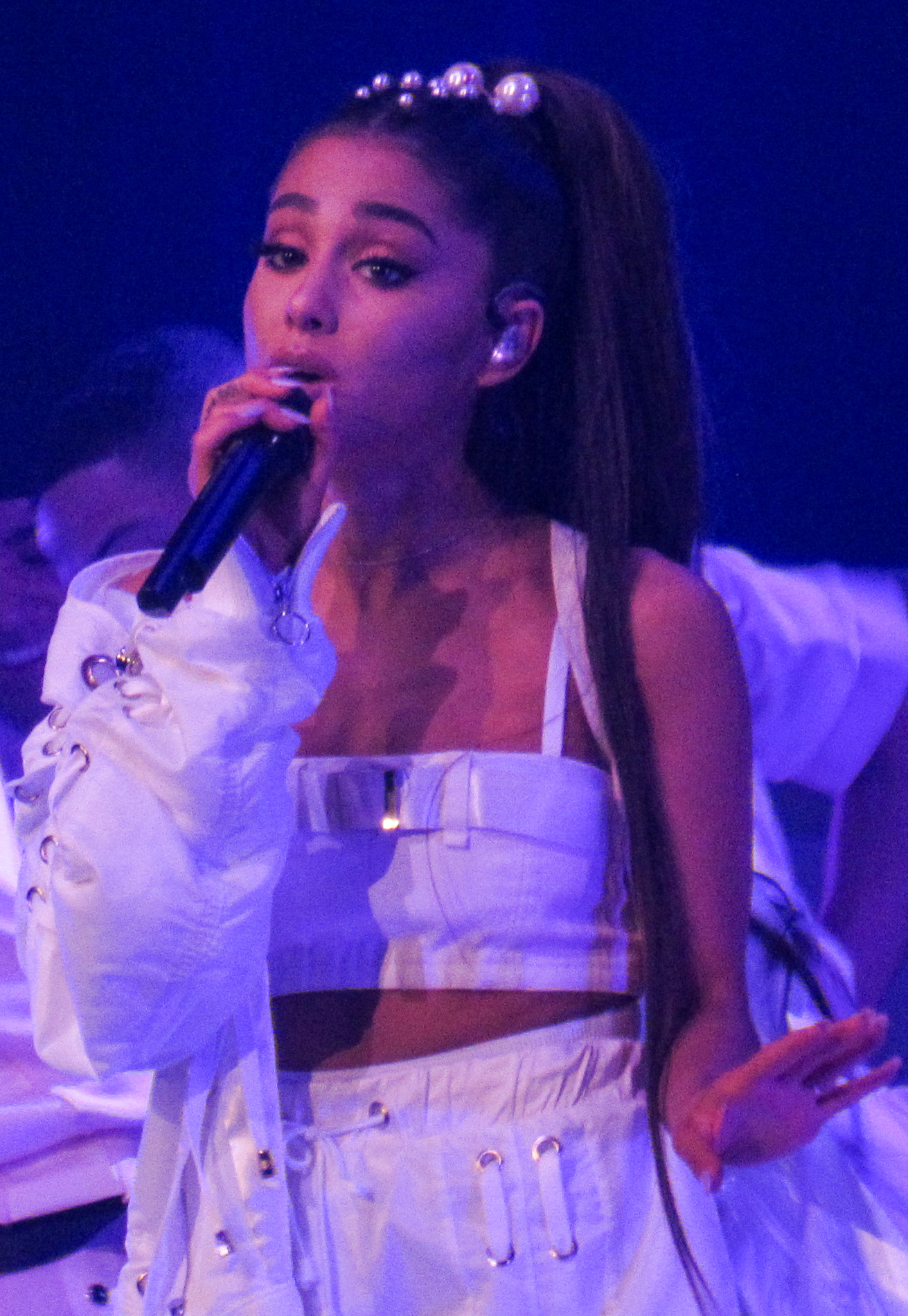
Аріана Ґранде виконує трек «Knew Better» під час одного з концертів туру.

Над візуальним оформленням шоу Аріана працювала зі своїм стилістом Лоу Роучем і дизайнером Брайаном Хірнсом, створюючи для себе більш «зрілий» образ. Описуючи концепцію вбрання, яке використовувалося під час показів, Хірнс зазначив: «Йдеться про те, щоб створити дорослу Аріану, поєднавши її стиль із тим, що зараз відбувається в моді, тому важливою темою є спортивний одяг — все великого розміру, скрізь ремінці і класні аксесуари». Говорячи про перший образ (чорний боді з високим коміром і спідницею зверху), він розповів, що розробив його за день до першого концерту. Також він сказав: «Я проспав лише чотири години. Робота була напруженою, але хвилюючою. Це було неймовірно». Образ був натхненний Одрі Гепберн.
Образ, створений Ґранде під час четвертого концерту (укорочений топ із синіми джинсовими шароварами) був натхненний 90-ми (переважно американським жіночим хіп-хоп гуртом TLC).

## Критичне сприйняття
Тур отримав переважно позитивні відгуки. Наприклад, в огляді для Las Vegas Weekly, Ян Караманзана написав: «Потужне, проникливе вібрато та широкий діапазон Аріани залишаються головними складовими її шоу. Вона чудово співає». В свою чергу Ед Маслі прокоментував для The Arizona Republic, що Ґранде перетворилася на впевнену в собі R&B-діву з прекрасним вокалом: «Вона випромінювала більше сили і пристрасті, ніж будь-коли».
Джон Парелес із The New York Times похвалив співачку за те, що вона не вдалася до епатажу. Він описав концерт як демонстрацію впевненості та майстерності. Пізніше у звіті Billboard про останній концерт туру говорилося, що Аріана «більш ніж впоралася з завданням показати вражаючий вокальний діапазон, пристрасні танцювальні рухи, нестримну енергію та костюми», і що Ґранде «об'єднала людей за допомогою музики».
Ден Хайман з Chicago Tribune висловив думку: «Збоку від масивного проекційного екрану, який знаходився за сценою і простягався по ширині арени, постановка здавалася дешевою для шоу такого масштабу. Але для цієї обдарованої співачки це не має значення: все, що потрібно Ґранде —  це виконати деякі з її чудових вокальних партій.

## Вибух на Манчестер Арені
22 травня 2017 року, після завершення шоу Аріани на Манчестер Арені в Англії, вибух осколкової бомби спричинив загибель 22 відвідувачів концерту та понад 800 поранених.  Ґранде скасувала наступні дати туру до 5 червня.  Також вона організувала благодійний концерт One Love Manchester, який відбувся 4 червня на стадіоні для крикету «Олд Траффорд» у Манчестері, щоб допомогти родинам жертв та постраждалим. До кінця концерту було зібрано 17 мільйонів фунтів. Альфредо Флорес, фотограф туру Гранде, розповів виданню Refinery29:
|  | Аріана, звичайно, нервувала, але вона також була схвильована поверненням на сцену, як і ми. Звичайно, ми не хотіли, щоб терор переміг, ми не хотіли жити у страху, тому що в цьому й полягає сенс тероризму. Аріана неймовірно хоробра. |

На концерті виступила сама Ґранде, а також Ліам Галлахер, Джастін Бібер, The Black Eyed Peas, Coldplay, Майлі Сайрус, Мак Міллер, Маркус Мамфорд, Little Mix, Кеті Перрі, Take That та кілька інших артистів.

## Сет-лист
Цей список репрезентує сет-лист шоу 3 лютого 2017 року у Фініксі.  Він може відрізнятися від сет-листів інших концертів туру.
1. «Be Alright»
2. «Everyday»
3. «Bad Decisions»
4. «Let Me Love You»
5. «Baby Loves» (interlude)
6. «Knew Better / Forever Boy»
7. «One Last Time»
8. «Touch It»
9. «Leave Me Lonely»
10. «Female» (interlude)
11. «Side to Side»
12. «Bang Bang»
13. «Greedy»
14. «I Don't Care»
15. «Moonlight»
16. «Love Me Harder»
17. «Break Free»
18. «Sometimes»
19. «Thinking Bout You»
20. «Problem»
21. «Into You»